# Pedro González (labdarúgó)
Pedro González Zavala (Barrios Altos, 1943. május 19. –) válogatott perui labdarúgó, középpályás.

## Pályafutása

### Klubcsapatban
1963-ban a Miraflores, 1964 és 1971 között az Universitario, 1971 és 1974 között a Defensor Lima, 1975-ben a Sport Boys labdarúgója volt. Az Universitarióval négy, a Defesnorral egy bajnoki címet nyert.

### A válogatottban
1967 és 1973 között 16 alkalommal szerepelt a perui válogatottban. Tagja volt az 1970-es mexikói világbajnokságon résztvevő csapatnak.

## Sikerei, díjai
Universitario
- Perui bajnokság
  - bajnok (4): 1964, 1966, 1967, 1969

 Defensor Lima
- Perui bajnokság
  - bajnok: 1973